# Sigma Oasis
Sigma Oasis è il quindicesimo album in studio del gruppo musicale statunitense Phish, pubblicato nel 2020.

## Tracce
Testi e musiche di Trey Anastasio e Tom Marshall, eccetto dove indicato.

1. Sigma Oasis – 5:50 (Anastasio, Marshall, Scott Herman)
2. Leaves – 7:03
3. Everything's Right – 12:22
4. Mercury – 7:31
5. Shade – 4:25
6. Evening Song – 3:21 (Anastasio, Marshall, Herman)
7. Steam – 7:53
8. A Life Beyond the Dream – 6:31 (Anastasio)
9. Thread – 11:19

## Formazione
- Trey Anastasio – chitarra, voce
- Page McConnell – tastiera, cori, voce (traccia 2)
- Mike Gordon – basso, cori
- Jon Fishman – batteria, cori, marimba (4)